# NGC 1539
NGC 1539 è una compatta galassia ellittica situata nella costellazione del Toro, a una distanza di circa 266 milioni di anni luce dalla nostra Via Lattea.
Data l'imprecisione nell'indicazione della posizione da parte dello scopritore, per alcuni autori è anche possibile che il codice NGC 1539 si riferisca a un oggetto perduto o inesistente.

## Scoperta
La galassia è stata scoperta il 6 settembre 1864 dall'astronomo tedesco Albert Marth.